# أنطونيو بيركاسي
انطونيو بيركاسي (بالإيطالية: Antonio Percassi) مالك نادي اتالانتا وهو رجل أعمال ايطالي ولاعب كرة قدم سابق.

## انظر ايضاً
- قائمة ملاك أندية كرة القدم الإيطالية